# Каннский кинофестиваль 1962
15-й Каннский кинофестиваль 1962 года, проходивший с 7 по 23 мая в Каннах, Франция.

## Жюри
- Тэцуро Фурукаки (Япония) (председатель)
- Генри Дойчмайстер (Франция) (вице председатель)
- Софи Демаре (Франция)
- Жан Дютур (Франция)
- Мел Феррер (США)
- Ромен Гари (Франция)
- Ежи Кавалерович (Польша)
- Эрнст Крюгер (Германия)
- Юлий Райзман (СССР)
- Марио Сольдати (Италия)
- Франсуа Трюффо (Франция)
- Чарльз Форд (Франция) (author) (председатель по короткометражным фильмам)
- Чарльз Дюванель (Switzerland) (короткометражные фильмы)
- Дерек Прауз (Великобритания) (короткометражные фильмы)
- Жорж Рукье (Франция) (короткометражные фильмы)
- Андреас Виндинг  (Франция) (короткометражные фильмы)

## Фильмы в конкурсной программе
- Богиня
- Das Brot der frühen Jahre
- Гарри и дворецкий
- Невинные
- Когда деревья были большими
- Пласидо
- Вкус мёда
- Совет и согласие
- Всё рушится
- Клео от 5 до 7
- Развод по-итальянски
- Дом без окон
- Электра
- Иосиф-мечтатель
- Очаровательная Джулия
- Свобода
- Долгий день уходит в ночь
- Человек первого века
- Setenta veces siete
- Konga Yo
- Ангел-истребитель
- Затмение
- L’eclisse
- Собачий мир
- Mondo cane
- Ян Гуйфэй / Великая наложница
- Процесс Жанны д’Арк
- Двое
- Украли бомбу
- Любовники из Теруэля
- Город сотен домн
- Al gharib al saghir
- Пленённая стая
- Дети солнца
- Âmes et rythmes
- In the Steps of Buddha

## Фильмы вне конкурсной программы
- Боккаччо 70
- Преступление не выгодно

## Награды
- Золотая пальмовая ветвь: Исполнитель обета, режиссёр Анселму Дуарти
- Приз жюри:
  - Затмение, режиссёр Микеланджело Антониони
  - Процесс Жанны д’Арк, режиссёр Робер Брессон
- Приз за лучшую мужскую роль:
  - Джейсон Робардс, Дин Стокуэлл и Ральф Ричардсон в фильме Долгий день уходит в ночь
  - Мюррей Мелвин в фильме Вкус мёда
- Приз за лучшую женскую роль:
  - Кэтрин Хепбёрн в фильме Долгий день уходит в ночь
  - Рита Ташингэм в фильме Вкус мёда
- Технический гран-при:
  - Любовники из Теруэля, режиссёр Раймон Руло
  - Электра, режиссёр Михалис Какояннис
  - Ян Гуйфэй / Великая наложница, режиссёр Ли Ханьсян
- Лучшая кинематографическая транспозиция: Электра, режиссёр Михалис Какояннис
- Лучшая комедия: Развод по-итальянски, режиссёр Пьетро Джерми
- Приз Международной Католической организации в области кино (OCIC): Процесс Жанны д’Арк, режиссёр Робер Брессон